# فرودگاه پارک ملی گرند کنیون
فرودگاه پارک ملی گرند کنیون (به انگلیسی: Grand Canyon National Park Airport) یک فرودگاه همگانی بهره‌برداری هوایی با کد یاتا GCN است که یک باند فرود آسفالت دارد و طول باند آن ۲۷۴۳ متر است. این فرودگاه در شهر توسایان، آریزونا کشور ایالات متحده آمریکا قرار دارد و در ارتفاع ۲۰۱۴ متری از سطح دریا واقع شده‌است.